# Säkularisierungsthese
Die Säkularisierungsthese oder auch Säkularisierungstheorie stellt einen zentralen theoretischen Ansatz der Religionssoziologie dar. Ihr Ausgangspunkt ist die Annahme, dass es zwischen der Moderne und Religion ein Spannungsverhältnis gibt, welches langfristig zu einem sozialen Bedeutungsverlust von Religion führt. Dafür verantwortlich gemacht werden insbesondere die mit der Modernisierung verbundenen Prozesse der Rationalisierung, Individualisierung und Ausdifferenzierung (funktionalen Differenzierung) von Gesellschaften. Hinzugenommen werden können noch die Prozesse der Urbanisierung (mit der Auflösung der in ländlichen Bereichen starken Weitergabetraditionen) sowie der Demokratisierung (welche den eher hierarchisch organisierten Kirchenstrukturen entgegensteht).
In ihrer theoretischen Herleitung berufen sich die Anhänger der Säkularisierungsthese auf Klassiker der Soziologie, wie Max Weber, der im Laufe der Modernisierung eine „Entzauberung“ der Welt stattfinden sah.
Die Anhänger der Säkularisierungsthese sehen diese theoretische Annahme durch die rückgängigen Mitgliedschaftsraten der christlichen Kirchen, die sinkende Beteiligung am kirchlichen Leben und auch einer geringeren Zahl an Personen, die religiöse Traditionen übernehmen, als empirisch belegt an. Zudem wird auf die sinkende Bindekraft religiöser Normen verwiesen, welche unter anderem in höheren Scheidungsraten münden. Ihre empirischen Belege konzentrieren sich dabei weitgehend auf Europa.
Gerade letzteres hat den Widerspruch anderer Ansätze der Religionssoziologie hervorgerufen. So wird gerade von Anhängern des Marktmodells des Religiösen auf die Stellung Europas als Sonderfall hingewiesen. Diesen Vorwurf kontern Säkularisierungstheoretiker (insbesondere Bruce) mit dem Hinweis auf die USA – dem zentralen Gegenbeispiel der Markttheoretiker – als Sonderfall. Thomas Luckmann wiederum wirft den Vertretern der Säkularisierungsthese ein zu enges Verständnis von Religion und Religiosität vor. Religion gehöre grundlegend zum Menschsein dazu, weshalb er Säkularisierung (d. h. den Rückgang von Religion) als modernen Mythos bezeichnet.
Vertreter der Säkularisierungstheorie sind Steve Bruce und Bryan R. Wilson, in Deutschland der Münsteraner Soziologe Detlef Pollack, der Leipziger Religionssoziologe Gert Pickel sowie der Frankfurter Soziologe Ulrich Oevermann. Ebenfalls als Vertreter ist Peter L. Berger zu nennen, der sich allerdings in den letzten Jahrzehnten in seinen Aussagen von der Annahme einer Säkularisierung weitgehend entfernt hat.
In jüngerer Zeit finden sich verschiedene Versuche, die bislang konkurrierenden Ansätze miteinander zu verbinden. Zu nennen sind hier exemplarisch die Überlegungen von Jörg Stolz.